# Stibadoderus
Stibadoderus is een geslacht van kevers uit de familie  
kniptorren (Elateridae).
Het geslacht is voor het eerst wetenschappelijk beschreven in 1875 door Burmeister.

## Soorten
Het geslacht omvat de volgende soort:
- Stibadoderus murinus Burmeister, 1875